# 夷正信
夷 正信（えびす まさのぶ、1953年10月4日 - ）は、日本の俳優。宝映テレビプロダクションに所属していた。
身長162cm。体重80kg。特技は落語、ジャグラー、ものまね。

## 出演作品

### テレビドラマ
- ザ・ハングマン 第24話「ハレンチ検事は被告席で泣け」（1981年、ABC）
- 連続テレビ小説（NHK）
  - ハイカラさん（1982年）
  - あぐり（1997年）
  - すずらん（1999年）
  - おひさま（2011年）
- 大戦隊ゴーグルファイブ 第49話「将軍! 最後の挑戦」（1983年、ANB） - 水道局員
- 木曜ゴールデンドラマ / 母と子の灯（1983年、YTV）
- 大河ドラマ（NHK）
  - 宮本武蔵（1984年）
  - 春の波涛（1985年）
  - 江〜姫たちの戦国〜（2011年）
- ライオン劇場 / 男と女のクラス会（1984年、CX）
- 火曜サスペンス劇場（NTV）
  - 致死歩道（1984年）
  - 取調室
    - 第2作（1995年）
    - 第8作（1998年）
    - 第12作（2000年）
    - 第13作（2001年） - 人見刑事
    - 第14作（2001年） - 人見刑事
- おんな風林火山（TBS）
  - 第2話「絵姿だけの夫」（1986年）
  - 第14話「芽生える愛と今生の別れ」（1987年）
- ママたちの受験戦争（1991年、CX）
- 金曜ドラマシアター / 実録犯罪史シリーズ 「替え玉」（1992年、CX）
- シチリアの龍舌蘭 第15話「ハートに火を付けて」（1994年、CX）
- ドラマ30 / トツゼン親娘（1995年 - 1996年、CBC）
- 透明人間（1996年、NTV）
- 徳川の女〜家康の長女亀姫の闘い（1997年、TX）
- 愛の劇場 / 天までとどけ7（1998年、TBS）
- 女と愛とミステリー / 刑事吉永誠一 涙の事件簿 第2作（2004年、TX）
- 金曜エンタテイメント / 事件調査員 南条真琴 東京〜隠岐 摩天崖殺人事件（2005年、CX） - 管理人
- 月曜ミステリー劇場 / 早乙女千春の添乗報告書 第17作（2005年、TBS） - 高嶺麻友の祖父
- 大岡越前 第1話（2013年、NHK BSプレミアム）
- さんすう犬ワン（2014年、NHE Eテレ） - 寿司屋
- 東京特許許可局 第3話「イサンカプセル」（2014年、NHE Eテレ）
- スマホ・リアル・ストーリー 第2話（2014年、NHK Eテレ）
- ドラマスペシャル 人間の証明（2017年、EX）

### テレビ番組
- モーニング娘。のへそ（2000年、TX）

### 映画
- クロサワ映画2011〜笑いにできない恋がある〜（2011年）
- 体脂肪計タニタの社員食堂（2013年、角川映画）

### オリジナルビデオ
- ウルトラセブン誕生30周年記念3部作 第1話「失われた記憶」（1998年、バップ） - テクノ・シティ理事長

### CM
- カネボウフーズ「にょろりんぷかちょ」
- NTT
- 日テレちゃんモーニング「浄水器」インフォマーシャル
- 週刊少年ジャンプ
- エイブル
- オートレース
- 改源
- 三菱重工業
- カルピス「フルーツ合衆国」
- 大阪ガス
- ボンタンアメ
- 郵政省
- エポック社
- タカラ
- プラチナ
- バンダイ
- 日通のペリカン便
- ロッテ アイスクリーム
- 大正製薬
- ポピーのおもちゃ
- 井村屋 あずきバー
- 日本石油

### スチール
- 日本チボリシステムズ